# کلاته جمعه
کلاته جمعه نام روستایی از توابع بخش انابد شهرستان بردسکن در استان خراسان رضوی است. این روستا در دهستان صحرا قرار دارد و براساس سرشماری سال ۱۳۹۰ جمعیت آن ۱۵۹ نفر (۴۷ خانوار) بوده است.